# 흥나숭
가라르 지방의 풀타입 스타팅 포켓몬이다. 전국도감 NO.810이다. 흥나숭는 꼬마원숭이포켓몬이고 몸무게는 5.0kg이다.

## 거다이맥스 기술
거다이맥스한 흥나숭의 최종 진화형인 고릴타의 풀 타입 기술은 모두 '거다이난타'라는 위력 160의 다이맥스 기술로 변한다. 부과효과는 상대방의 특성을 무시하고 공격한다.